# Scapheremaeus insularis
Scapheremaeus insularis är en kvalsterart som beskrevs av Hammer 1966. Scapheremaeus insularis ingår i släktet Scapheremaeus och familjen Cymbaeremaeidae. Inga underarter finns listade i Catalogue of Life.